# District de Sebauh
Le district de Sebauh (malais : Daerah Sebauh) est un district administratif de l'État malaisien du Sarawak, qui fait partie de la Division de Bintulu. La capitale du district est dans la ville de Sebauh.

### Liens connexes
- Districts de Malaisie